# Pariivka, Illinți
Pariivka (în ucraineană Паріївка) este localitatea de reședință a comunei Pariivka din raionul Illinți, regiunea Vinnița, Ucraina.

## Demografie
Componența lingvistică a localității Pariivka
     Ucraineană (99%)
     Alte limbi (0,83%)
Conform recensământului din 2001, majoritatea populației localității Pariivka era vorbitoare de ucraineană (99%), existând în minoritate și vorbitori de alte limbi.